# كاليب ريتشاردز
كاليب ريتشاردز (بالإنجليزية: Caleb Richards)‏ هو لاعب كرة قدم بريطاني في مركزي الوسط والدفاع، ولد في 8 سبتمبر 1998 في سالفورد في المملكة المتحدة. لعب مع نادي ساوثبورت.

## وصلات خارجية
- كاليب ريتشاردز على موقع قاعدة بيانات كرة القدم.إي يو (الإنجليزية)
- كاليب ريتشاردز على موقع Soccerway.com (الإنجليزية)